# Gling-Gló
Gling-Gló, uitgebracht in 1990, is een album dat voortkwam uit de samenwerking tussen Björk Guðmundsdóttir en het Tríó Guðmundar Ingólfssonar, dat bestond uit Guðmundur Ingólfsson op de piano, Guðmundur Steingrímsson op de drums, en Þórður Högnason op de bass. Gling-Gló is een IJslands onomatopee waarvan het equivalent in het Nederlands "Ding Dong" is, het geluid dat een bel maakt.
Het album werd op 1 september en 3 september 1990 in Stúdio Sýrland opgenomen. Het album werd geproduceerd door Tómas Magnús Tómasson, de bassist van Stuðmenn, die ook de mix verzorgde van dit album.
Gling-Gló bevat hoofdzakelijk IJslandse liedjes. Er staan vier versies van Engelse liedjes op het album: “Ruby Baby” van Jerry Leiber en Mike Stoller, de jazzstandard “I Can't Help Loving That Man” van Oscar Hammerstein II en Jerome Kern; “Það Sést Ekki Sætari Mey”, IJslands voor “Er is geen liever meisje", een cover van "You Can't Get A Man With A Gun" van Irving Berlin uit de musical Annie Get Your Gun voorzien van een nieuwe tekst; en een IJslandse versie van Sway, Í Dansi með Þér.

## Liedjes op het album
| Nummer | Titel                        | Lengte |
| ------ | ---------------------------- | ------ |
| 01     | Gling gló                    | 03:27  |
| 02     | Luktar-Gvendur               | 04:00  |
| 03     | Kata rokkar                  | 02:56  |
| 04     | Pabbi minn                   | 02:40  |
| 05     | Brestir og brak              | 03:18  |
| 06     | Ástartröfrar                 | 02:43  |
| 07     | Bella símamær                | 04:00  |
| 08     | Litli tónlistarmaðurinn      | 03:23  |
| 09     | Það sést ekki sætari mey     | 04:00  |
| 10     | Bílavísur                    | 02:38  |
| 11     | Tondeleyo                    | 03:29  |
| 12     | Ég veit ei hvað skal segja   | 03:03  |
| 13     | Í dansi með þér              | 02:26  |
| 14     | Börnin við tjörnina          | 02:46  |
| 15     | Ruby Baby                    | 04:00  |
| 16     | I Can't Help Loving that Man | 03:40  |

## Rolverdeling
Vocals: Björk Guðmundsdóttir.

Piano en tamboerijn: Guðmundur Ingólfsson.

Drums, maracas, en kerstbellen: Guðmundur Steingrímsson.

Bass: Þórður Högnason.
01: Compositie: Alfreð Clausen. Tekst: Kristín Engilbertsdóttir.

02: Compositie: Nat Simon. Tekst: Eiríkur K. Eiríksson.

03: Compositie en tekst: Theodór Einarsson.

04: Compositie: P. Burkhard. Tekst: Þorsteinn Sveinsson.

05: Compositie: Jón Múli Árnason. Tekst: Jónas Árnason.

06: Compositie en tekst: Valdimar Auðunsson.

07: Compositie: Mark Fontenoy. Tekst: Loftur Guðmundsson.

08: Compositie en tekst: 12 September.

09: Compositie: Richard Rodgers en Hammerstein Verkeerde toewijzing op het album zelf. In werkelijkheid: Irving Berlin. Tekst: Loftur Guðmundsson.

10: Compositie: Holmes. Tekst: Jón Sigurðsson.

11: Compositie: Sigfús Halldórsson. Tekst: Tómas Guðmundsson.

12: Compositie: Coleman, Darion en Gimbel. Teksts: Loftur Guðmundsson.

13: Compositie: Pablo Beltran Ruiz. Tekst: Þorsteinn Sveinsson.

14: Compositie en tekst: Jenni Jónsson.

15: Compositie en tekst: Jerry Leiber en Mike Stoller.

16: Compositie en teksten: Oscar Hammerstein II en Jerome Kern.
Noot: “Ruby Baby” en “I Can't Help Loving that Man” werden opgenomen op 23 augustus 1990 bij de Ríkisútvarpið (Nationale IJslandse Televisie). De opnames werden gemaakt voor Djasskaffi, een radioprogramma gepresenteerd door Ólafur Þórðarsson.
Personeel
Producer: Tómas Magnús Tómasson.

Technicus: Georg Magnússon.

Grafisch design: Óskar Jónasson.